# سينادور كانيدو
سينادور كانيدو هي بلدية في البرازيل، تتبع غوياس، بلغ عدد سكانها 84٬443  نسمة، في 2010، تبلغ مساحتها 244٫745 كيلومتر مربع.